# Aeroportul Taranto–Grottaglie
Aeroportul Taranto-Grottaglie (IATA: TAR, ICAO: LIBG) este un aeroport din Grottaglie, Provincia Taranto, Apulia, Italia ce deservește zona Taranto. Aeroportul a fost tranzitat în 2023 de 1.080 de pasageri. A fost deschis în 1916 și numit după zona deservită.
Situat la o altitudine de 66 m, aeroportul dispune de 1 pistă. Este operat de Aeroporti di Puglia⁠(d).

## Infrastructură

### Piste
Aeroportul dispune de o singură pistă. Pista are orientarea 17/35. 